# سرو رامادا
سرو رامادا (به اسپانیایی: Cerro Ramada) یک کوه در آرژانتین - شیلی است. سرو رامادا ۶٬۳۸۴ متر بالاتر از سطح دریا واقع شده‌است.